# Giangiacomo Calligaris
Giangiacomo Calligaris (Napoli, 2 novembre 1956 – Tuscania, 23 gennaio 2014) è stato un generale italiano.

## Biografia
Laureato in Scienze Strategiche presso l'Università di Torino ed in Scienze Politiche presso l'Università di Trieste.
Ufficiale generale proveniente dai corsi regolari d'Accademia militare di Modena ed in particolare dal 156º corso (1974-1976).
Inquadrato come tenente dei Bersaglieri nel 1978, ha prestato servizio presso il 2º Battaglione "Governolo" in Legnano e nella circostanza ha partecipato alle missioni in Libano ITALCON 1 e ITALCON 2 (1982-1983).
Nel 1985 entra a far parte dell'Aviazione dell'Esercito nell'ambito del 28º Gruppo squadroni "Tucano" dove si occupa di tutta l'organizzazione operativa del reparto.
Alla fine degli anni '80 e inizi degli anni '90 frequenta il Corso di Stato Maggiore ed il Corso Superiore di Stato Maggiore presso la Scuola di guerra di Civitavecchia. Nel 1992 è chiamato nello Stato Maggiore dell'Esercito dove svolge diversificati ruoli nel settore della formazione.
Sul territorio nazionale ha partecipato all'Operazione Vespri Siciliani, all'Operazione "Riace", "Calabria" e "Salento".
Nel 1994 diviene Comandante del 49º Gruppo elicotteri d'attacco presso il 5º Corpo d'Armata e nel 1998 Comanda il 6º Reggimento bersaglieri, di stanza a  Bologna.
Nel 1999 ha partecipato quale Capo delle Joint Implementation Commission all'Operazione "Joint Guardian" in Kosovo. Nel 2000 diventa Capo Ufficio Dottrina Addestramento Regolamenti e Sport dello Stato Maggiore dell'Esercito.
Nel 2004 partecipa all'operazione Antica Babilonia in Iraq con l'incarico di vice-comandante dell'Italian Joint Task Force IRAQ.
Nel 2005 assume l'incarico di comandante della Brigata aeromobile "Friuli" in Bologna e nel 2007 diventa Capo del Reparto Operazioni del Comando operativo di vertice interforze a Roma.
Nella circostanza è stato il coordinatore delle missioni militari italiane all'estero: "ISAF" in Afghanistan, in Ciad (evacuazione di connazionali) ed Haiti (terremoto 2010), nonché delle operazioni inerenti alla Primavera Araba quali l'evacuazione di connazionali dalla Tunisia, dall'Egitto e dalla Libia. Per quest'ultima ha anche pianificato l'inserimento del contingente nazionale in "Odissey Down" e successivamente in "Unified Protector".
Il 1º marzo 2013 ha assunto l'incarico di comandante dell'Aviazione dell'Esercito.
Muore il 23 gennaio 2014 precipitando durante un volo d'addestramento con un elicottero Agusta-Bell AB206 dell'Esercito in località Pian della Selva nel comune di Tuscania provincia di Viterbo, con il Tenente Paolo Lozzi (25 anni). 
Le cause dell'incidente sono da attribuire alla collisione con dei cavi dell'alta tensione.
Essendo caduti in servizio, sono stati promossi al grado superiore, Calligaris a Generale di corpo d'armata, Lozzi al grado di Capitano.

## Riconoscimenti
Ha ottenuto importanti riconoscimenti nazionali quali la Croce d'Oro, la Croce d'Argento e la Croce di Bronzo al merito dell'Esercito e numerose onorificenze internazionali tra le quali si menzionano la medaglia "Meritorious Service Medal" degli Stati Uniti d'America e la medaglia "Military Cooperation Consolidation Medal" della Federazione Russa.
È stato Cavaliere dell'Ordine al merito della Repubblica Italiana, Commendatore con Spade dell'Ordine pro merito melitensi, Commendatore al Merito dell'Ordine costantiniano di San Giorgio e Commendatore dell'Ordine di San Silvestro Papa.
È stato insignito dell'Ordine Accademico Tiberino per meriti nel campo della Difesa.
È stato insignito della medaglia d'oro al valore di Croce Rossa alla memoria .